# Врхпеч
Врхпеч (словен. Vrhpeč) — поселення в общині Мирна Печ, регіон Південно-Східна Словенія, Словенія.